# Atinis
Els atinis (Attini) són una tribu de la subfamília dels mirmicins (Myrmicinae). Comprèn totes les formigues conegudes que practiquen el mutualisme mirmecofúngic com a manera de vida. Dos dels seus gèneres (Atta i Acromyrmex) són talladors de fulles.

## Taxonomia
La tribu Attini inclou 2.702 espècies en 49 gèneres:
- Acanthognathus Mayr, 1887
- Acromyrmex Mayr, 1865
- Allomerus Mayr, 1878
- Apterostigma Mayr, 1865
- Atta Fabricius, 1804
- †Attaichnus Laza, 1982
- Basiceros Schulz, 1906
- Blepharidatta Wheeler, 1915
- Cephalotes Latreille, 1802
- Chimaeridris Wilson, 1989
- Colobostruma Wheeler, 1927
- Cyatta Sosa-Calvo et al., 2013
- Cyphomyrmex Mayr, 1862
- Daceton Perty, 1833
- Diaphoromyrma Fernández, Delabie & Nascimento, 2009
- Epopostruma Forel, 1895
- Eurhopalothrix Brown & Kempf, 1961
- Ishakidris Bolton, 1984
- Kalathomyrmex Klingenberg & Brandão, 2009
- Lachnomyrmex Wheeler, 1910
- Lenomyrmex Fernández & Palacio, 1999
- Mesostruma Brown, 1948
- Microdaceton Santschi, 1913
- Mycetagroicus Brandão & Mayhé-Nunes, 2001
- Mycetarotes Emery, 1913
- Mycetomoellerius Solomon et al., 2019
- Mycetophylax Emery, 1913
- Mycetosoritis Wheeler, 1907
- Mycocepurus Forel, 1893
- Myrmicocrypta Smith, 1860
- Ochetomyrmex Mayr, 1878
- Octostruma Forel, 1912
- Orectognathus Smith, 1853
- Paramycetophylax Kusnezov, 1956
- Phalacromyrmex Kempf, 1960
- Pheidole Westwood, 1839
- Pilotrochus Brown, 1978
- Procryptocerus Emery, 1887
- Protalaridris Brown, 1980
- Pseudoatta Gallardo, 1916
- Rhopalothrix Mayr, 1870
- Sericomyrmex Mayr, 1865
- Strumigenys Smith, 1860
- Talaridris Weber, 1941
- Trachymyrmex Forel, 1893
- Tranopelta Mayr, 1866
- Wasmannia Forel, 1893
- Xerolitor Sosa-Calvo et al., 2018